# 1821
1821 (số La Mã: MDCCCXXI) là một năm thường bắt đầu vào thứ Hai trong lịch Gregory.

## Sự kiện
- Năm 1821, các quốc gia Trung Mỹ (Nicaragua, Costa Rica, Panama, Honduras, El Salvador và Guatemala) tuyên bố độc lập vào ngày 15 tháng 9 năm 1821.
- Ở Nam Mỹ, Peru cũng tuyên bố độc lập vào ngày 28 tháng 7 năm 1821.

## Sinh
- 24 tháng 5 – Nguyễn Phúc Đoan Trinh, phong hiệu Phú Mỹ Công chúa, công chúa con vua Minh Mạng (m. 1899)
- Không rõ – Nguyễn Phúc Vĩnh Gia, phong hiệu Phương Duy Công chúa, công chúa con vua Minh Mạng (m. 1850)
- Không rõ – Mã Tân Di, đại thần cuối thời nhà Thanh (m. 1870)

## Mất
-Napoleon Bonaparte
-Sophie Trébuchet